# Guilty!
Guilty! (inglés por „culpable“; „castigable“) es un álbum de Eric Burdon y Jimmy Witherspoon publicado en 1971.
En la lista de los mejores álbumes de todos los tiempos del Ezine italiano „Viceversa" es el número 97.

## Canciones
1. I've Been Driftin/Once Upon A Time - 3:47 (J. Witherspoon/E. Burdon)
2. Steamroller - 4:13 (J. Tayler)
3. The Laws Must Change - 4:55 (John Mayall)
4. Have Mercy Judge - 3:47 (Chuck Berry)
5. Going Down Slow* - 6:24 (J. Oden)
6. Soledad - 5:07 (E. Burdon/J. Sterling)
7. Home Dream** - 7:18 (Eric Burdon)
8. Headin' for Home - 4:33 (E.Burdon/K. Kesterson/J. Sterling)
9. The Time Has Come*** - 5:55 (T. Edwards/J. Witherspoon)

## Personal
1. Eric Burdon, Jimmy Witherspoon: Voz
2. Bob Mercereau, Lee Oskar**: Armónica
3. Papa Dee Allen**: Congas
4. Harold Brown**, George Suranovich: Batería
5. Charles Miller**: Tenor Saxophon
6. Howard Scott**, John Sterling, Ike White: Guitarra
7. Lonnie Jordan**, Terry Ryan: Piano, Órgano
8. B.B. Dickerson**, Kim Kesterson: Bass
9. Reverend James Cleveland Chor***
10. The San Quentin Prison Band (con Ike White, Guitarra)*